# Zespół zabudowy lotniska Katowice-Muchowiec
Zespół zabudowy lotniska Katowice-Muchowiec – kompleks budynków lotniska Katowice-Muchowiec w Katowicach, położony przy ulicy Lotnisko 40, na obszarze dzielnicy Osiedle Paderewskiego-Muchowiec.
Na zespół ten składają się trzy obiekty: budynek główny z wieżą kontroli lotów, budynek administracji Aeroklubu Śląskiego i budynek restauracji, a pomiędzy nimi znajdują się kolumnady. Kompleks ten, zaprojektowany przez Tadeusza Michejdę i Lucjana Sikorskiego, powstał w latach 1927–1929, a w swojej architekturze i rozplanowaniu prezentuje cechy typowe dla stylu klasycystycznego. Od czasu, gdy w 1958 roku na lotnisku zawieszono regularne loty pasażerskie, główny budynek pozostaje nieużytkowany, zaś boczne pawilony pełnią funkcje restauracyjne oraz administracyjne. Kompleks ten wpisany jest do rejestru zabytków województwa śląskiego oraz do gminnej ewidencji zabytków.

## Położenie
Zespół zabudowy lotniska Katowice-Muchowiec położony jest przy ulicy Lotnisko 40 w Katowicach, w granicach dzielnicy Osiedle Paderewskiego-Muchowiec, w środkowej jej części. Budynki znajdują się w północnej części lotniska i po południowej stronie ulicy Lotnisko, nieopodal Katowickiego Parku Leśnego, osiedla Francuska Park i Centrum Handlowego 3 Stawy. Zespół zabytków bezpośrednio od południa sąsiaduje z trawiastą płytą lotniska, natomiast od zachodniej i wschodniej strony z hangarami i budynkami technicznymi. Budynki te od ulicy Lotnisko oddziela droga wewnętrzna oraz parking. Otaczają je ciągi piesze połączone z droga techniczną przylegającą do płyty lotniska oraz plac przed hangarami.
W pobliżu zabudowy lotniska, przy ulicy Lotnisko funkcjonuje przystanek autobusowy ZTM Osiedle Paderewskiego Trzy Stawy.

## Historia

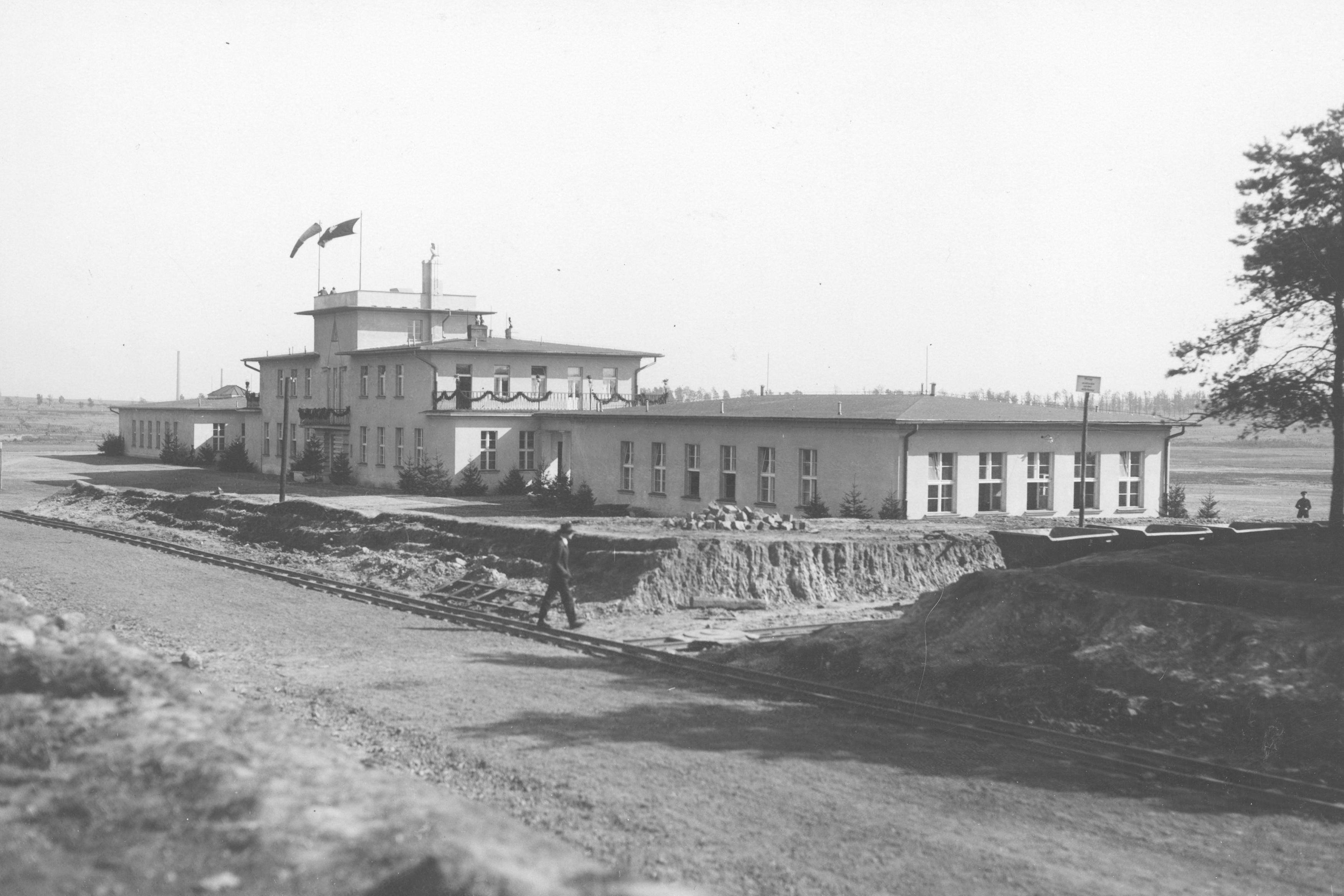
Dworzec lotniska na Muchowcu od strony ulicy Lotnisko w 1929 roku

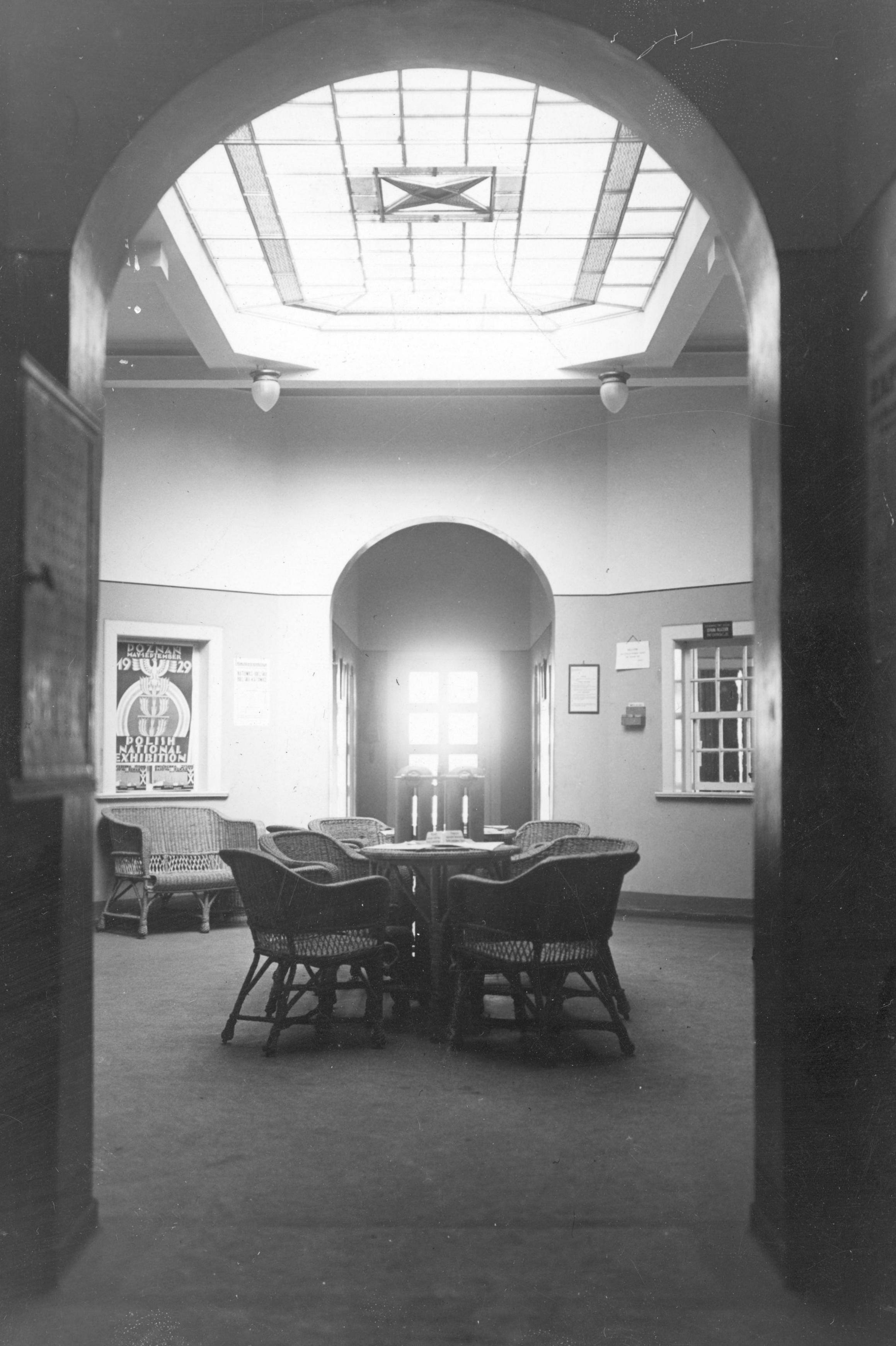
Wnętrze poczekalni dla pasażerów lotniska na Muchowcu w 1929 roku

Lotnisko Katowice-Muchowiec powstało z inicjatywy władz miejskich i samorządowych województwa śląskiego, przedsiębiorców i kolejarzy. 24 stycznia 1924 roku zorganizowano spotkanie założycielskie Śląskiego Komitetu Wojewódzkiego Ligi Obrony Powietrznej Państwa, który 30 marca 1926 roku podpisał 30-letnią umowę dzierżawy gruntu pod budowę lotniska w Katowicach z Katowicką Spółką Akcyjną dla Górnictwa i Hutnictwa (Komitet Wojewódzki teren ten mógł jedynie dzierżawić z uwagi na zalegające pod nim złoża węgla kamiennego). Na lokalizację nowego lotniska wybrano miejsce oddalone dwa kilometry od centrum Katowic, z dogodnym położeniem komunikacyjnym w postaci ulic Francuskiej i I.J. Paderewskiego.
Prace budowlane lotniska rozpoczęły się w 1926 roku. W pierwszym etapie budowy wykarczowano las, a także zdrenowano i zniwelowano teren pod pole wzlotów. W odległości 300 m od placu budowy znajdowała się bocznica kolejowa, którą wykorzystano do założenia kolejki wąskotorowej dojeżdżającej pod sam plac budowy. Prace ziemne trwały w latach 1926–1928.
Na nowy budynek dworca lotniczego został rozpisany konkurs architektoniczny zorganizowany przez Śląski Komitet Wojewódzki Ligi Obrony Powietrznej Państwa, w którym postawiono dwa warunki: możliwość rozbudowy oraz zaprojektowanie niskich budynków z uwagi na planowaną eksploatację górniczą. Został on rozstrzygnięty w 1927 roku. W konkursie zwyciężył projekt Lucjana Sikorskiego, lecz do realizacji skierowano projekt Tadeusza Michejdy, który zaprosił później Sikorskiego do współpracy. Architekci zaproponowali reprezentacyjny na tamte czasy terminal lotniska.
Prace budowlane przy budowie Dworca Centralnej Stacji Lotniczej rozpoczęto jeszcze w 1927 roku, a ukończono na początku 1929 roku. Samo zaś lotnisko Katowice-Muchowiec swoją działalność rozpoczęło 2 stycznia 1929 roku.
Wzniesiono zespół trzech budynków Dworca Centralnej Stacji Lotniczej. Do ich budowy przeznaczono niewielki skrawek tego terenu i stąd też powstały budynki niewielkie, wąskie, po północnej granicy parceli. W budynku dworcowym lotniska powstały m.in. pokoje hotelowe czy szkoła pilotów. Do budynków doprowadzono nową sieć wodociągową, kanalizacyjną i centralnego ogrzewania, a także drogę łączącą budynek dworca lotniczego z hangarem.
Inwestorem i właścicielem lotniska był Śląski Komitet Wojewódzki Ligi Obrony Powietrznej Państwa, który lotnisko wydzierżawił Ministerstwu Komunikacji. Kolejnym użytkownikiem lotniska został utworzony 12 grudnia 1930 roku Aeroklub Śląski.
Regularne loty do Warszawy z lotniska Katowice-Muchowiec były utrzymywane do 1958 roku, kiedy zawieszono je z uwagi na pogarszający się na skutek szkód górniczych stan techniczny uszkodzonego pasa.
W 1998 roku przeprowadzono prace adaptacyjne budynku administracyjnego Aeroklubu Śląskiego wraz z jego kompleksowym remontem, a w 2005 roku wyremontowano budynek restauracji. W 2014 roku budynek główny był nieużytkowany i był w bardzo złym stanie technicznym, pozostałe zaś obiekty zespołu będące wówczas w bardzo dobrym stanie technicznym pełniły funkcję budynku administracyjnego Aeroklubu Śląskiego i restauracji.
17 lutego 2015 roku zespół zabudowy lotniska Katowice-Muchowiec wpisano do rejestru zabytków województwa śląskiego.

## Architektura

### Charakterystyka

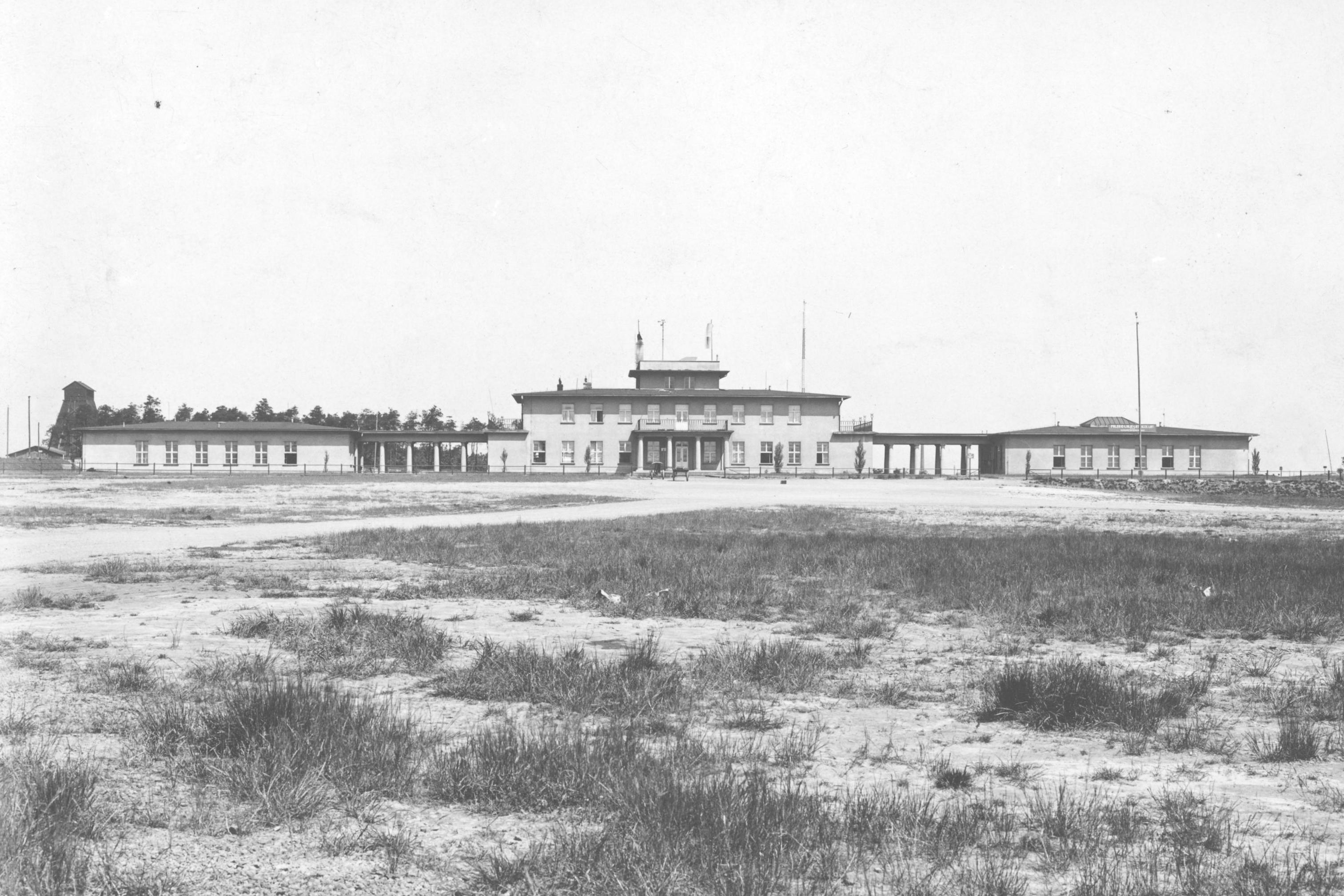
Zabudowa lotniska Katowice-Muchowiec od strony płyty (1929)

Na zespół zabudowy lotniska Katowice-Muchowiec składają się: budynek główny z wieżą kontroli lotów, budynek administracji aeroklubu i budynek restauracji. Łączna kubatura budynków wynosi około 9 tys. m³, zaś powierzchnia użytkowa 1,72 tys. m².
Budynki lotniska Katowice-Muchowiec oraz lotniska Bielsko-Biała Aleksandrowice stanowią najbardziej wartościowe przykłady architektury lotniczej okresu międzywojennego w Polsce. Architektami kompleksu zabudowy katowickiego lotniska byli Tadeusz Michejda i Lucjan Sikorski. Nowa, nieznana dotychczas w branży architektonicznej funkcja budynków sprawiła kłopot w ich projektowaniu. Dodatkowo warunki terenowe z powodu podkopania terenu przez kopalnię uniemożliwiły postawienie w tym miejscu wysokiego budynku. Stąd też architekci sięgnęli po rozwiązania z klasycystycznego założenia pałacowego: jednopiętrowy gmach główny z flankującymi po obydwu stronach dwoma parterowymi pawilonami. Nawiązania do klasycyzmu znajdują się także w detalach zespołu, tj. w obecności kolumnad czy trójkątnego motywu wieńczącego gmach nad głównym wejściem.
Budynki pochodzą z okresu wczesnej działalności Michejdy, gdy w projektach zaznaczał on wpływy wątków historycznych, a w późniejszym okresie projektowane przez niego budynki były już w stylu funkcjonalizmu.
Zarządcą lotniska, w tym zabytkowych gmachów, jest Aeroklub Polski, a głównym użytkownikiem i pełniącego obowiązki zarządzającego w imieniu Aeroklubu Polskiego jest Aeroklub Śląski. Według stanu z października 2022 roku w zabytkowym zespole zabudowy lotniska działały: Aeroklub Śląski, hostel „Terminal” i restauracja „Odlot”.
Zespół ten wpisany został do rejestru zabytków pod numerem A/439/15, a także do gminnej ewidencji zabytków miasta Katowice.

### Budynek główny

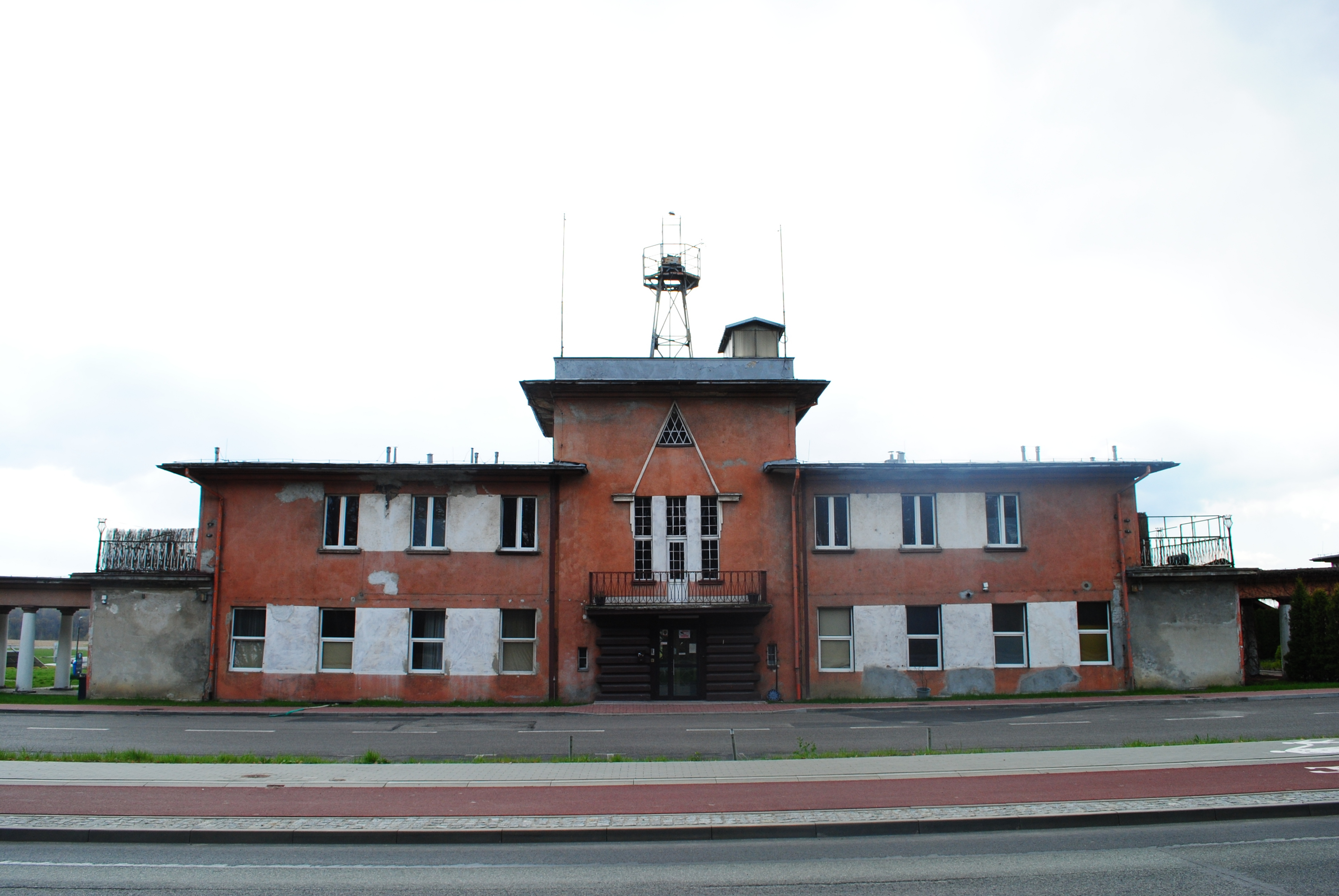
Główny gmach lotniska od strony północnej (od ulicy Lotnisko)

W głównym gmachu lotniska Katowice-Muchowiec mieściły się pierwotnie administracja lotniska, pomieszczania dla pilotów i sala odpraw, a także toalety. Na piętrze urządzono dwa mieszkania o powierzchni ok. 60 m², do których prowadziły odrębne schody.
Gmach główny posiada dwie kondygnacje z niewielką nadbudówką będącą wyjściem na wieżę obserwacyjną i częściowo podpiwniczony. Jest on obiektem murowanym z cegły i otynkowanym. Ma tynkowane detale w formie boniowania, listek i gzymsów odcinkowych. Wybudowano go na rzucie wydłużonego prostokąta z portykiem kolumnowym od strony południowej. Ma układ dwutaktowy, z wejściem głównym od strony północnej, a także rozczłonkowaną bryłę, harmonijnie zwężająca się uskokowo, z tarasami pad bocznymi częściami parteru. Pokryty został płaskim dachem czterospadowym, natomiast wieża kontroli lotów dachem pulpitowym zwieńczonym punktem obserwacyjnym i wieżą obserwacyjną o konstrukcji stalowej.

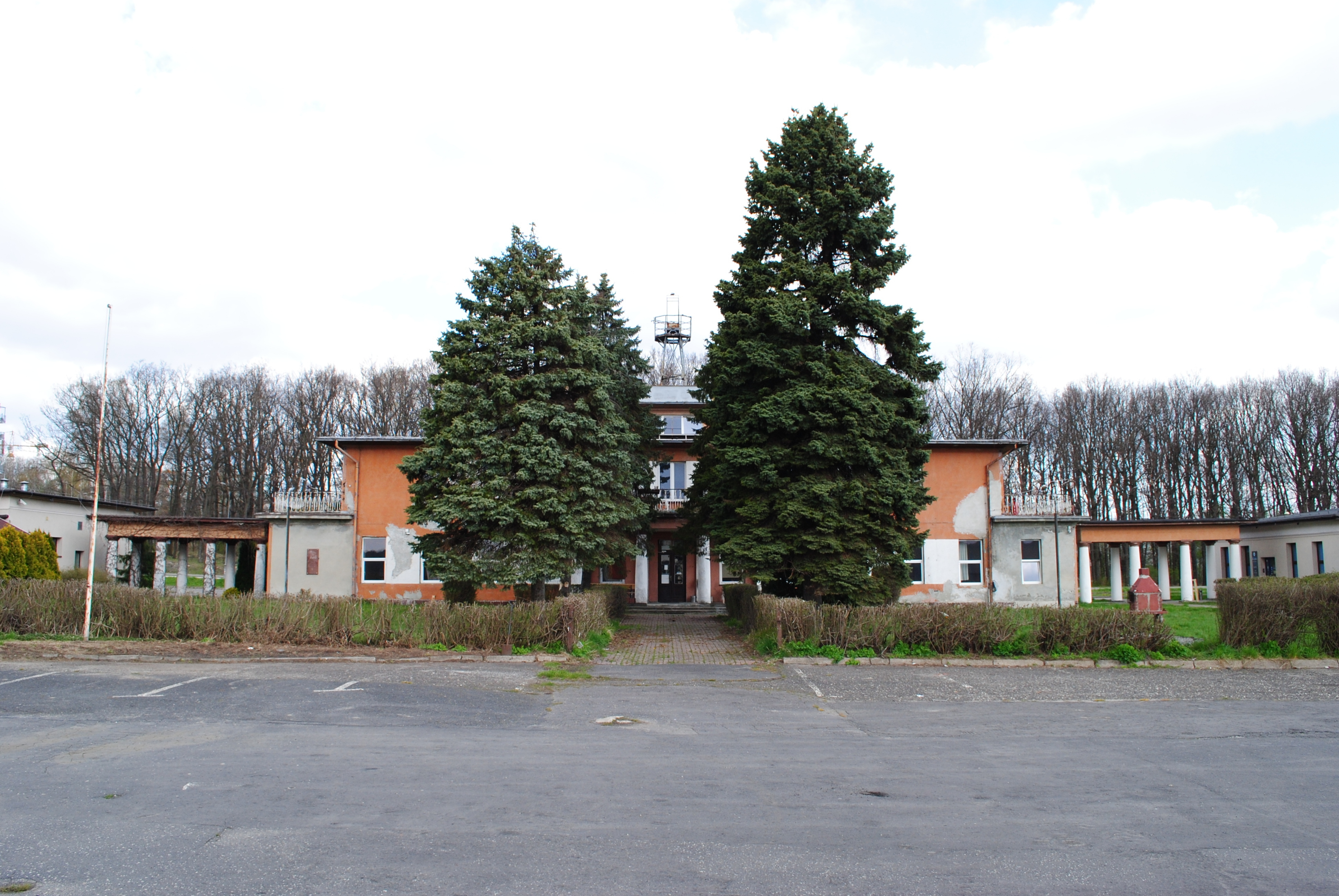
Główny gmach lotniska od strony południowej (od płyty lotniska)

Elewacja północna, znajdująca się od strony ulicy Lotnisko, jest symetryczna, na pierwszej kondygnacji jedenastoosiowa, na drugiej dziewięcioosiowa, na trzeciej zaś jednoosiowa. Wejście główne do budynku znajduje się w szóstej osi i zostało osłonięte płytą balkonu. Flankowane jest ono boniowaniem z tynkowanej cegły oraz wąskimi oknami. Balkon ma formę żelbetowej płyty z metalową balustradą, a powyżej niego znajdują się trzy wąskie okna, z czego w środkowym umieszczono drzwi. Przy górnych skrajnych krawędziach okien znajdują się krótkie, odcinkowe gzymsy, z których prowadzone są listwy będące przedłużeniem trójkątnego okna na ostatniej kondygnacji.
Trójkątne okno na szczycie fasady nawiązuje do motywów zdobniczych stosowanych przez polską sztukę dekoracyjną. Pozostałe zaś okna na elewacji frontowej są prostokątne. Tarasy nad parterem oraz na dachu pierwszego i drugiego piętra wystają poza obręb ścian zewnętrznych i wsparte są na uproszczonych gzymsach. Ostatnia kondygnacja zwieńczona jest ściankami kolankowymi.

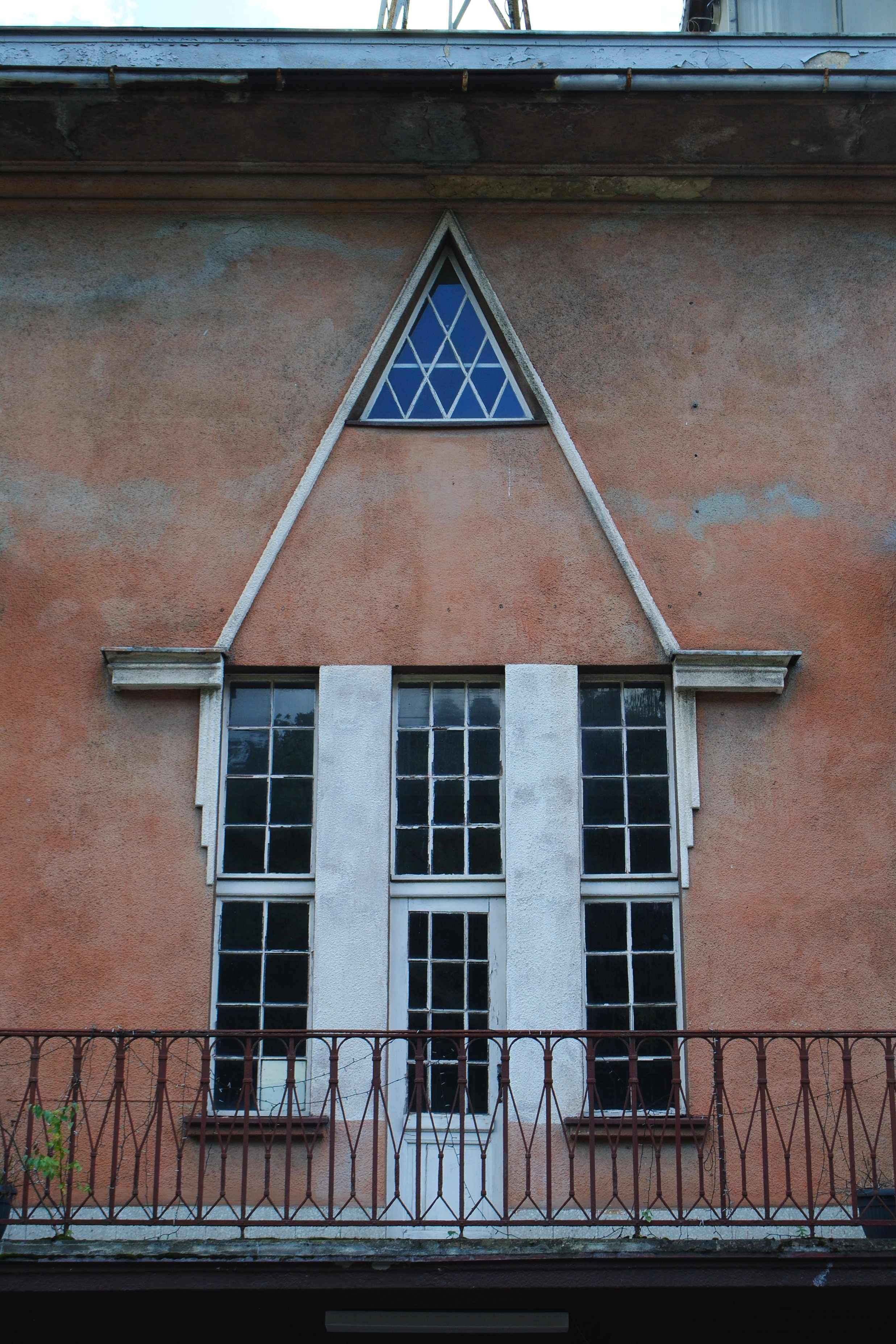
Okna na szczycie fasady (2024)

Elewacje boczne są trzykondygnacyjne, z czego wschodnia ma pięć osi, zachodnia cztery na parterze, a na piętrze zaś obie elewacje mają po pięć osi. Balustrady na tarasach oraz dachy są analogiczne jak na elewacji frontowej. 
Elewacja tylna głównego gmachu lotniska jest trzykondygnacyjna i symetryczna. Na pierwszej kondygnacji ma ona dwanaście osi, na drugiej dziewięć, a na trzeciej jedną oś. 
Wejście do budynku znajduje się w szóstej osi i zostało osłonięte portykiem kolumnowym zwieńczonym balkonem. Portyk ten ma cztery kolumny toskańskie i dwa filary w części tylnej oraz dwa pilastry. Balustrady na tarasach oraz dachy są analogiczne jak na elewacji frontowej.
Drzwi frontowe w elewacji północnej są wtórne, zespolone, prostokątne i dwuskrzydłowe. Mają one także przeszklenia. Drzwi tylne w elewacji południowej też są prawdopodobnie wtórne, drewniane, prostokątne, dwuskrzydłowe, ramowo-płycinowe z nadświetlem. Drzwi zewnętrzne dodatkowo znajdują się w elewacji zachodniej na parterze i na drugiej kondygnacji w pierwszej osi oraz w elewacji wschodniej na parterze i na drugiej kondygnacji w drugiej i czwartej osi.
Układ wnętrz wewnątrz budynku ma formę dwutraktową z korytarzem i w większości zachował się pierwotny układ wnętrz. Zachowały się także pierwotne elementy wyposażenia.

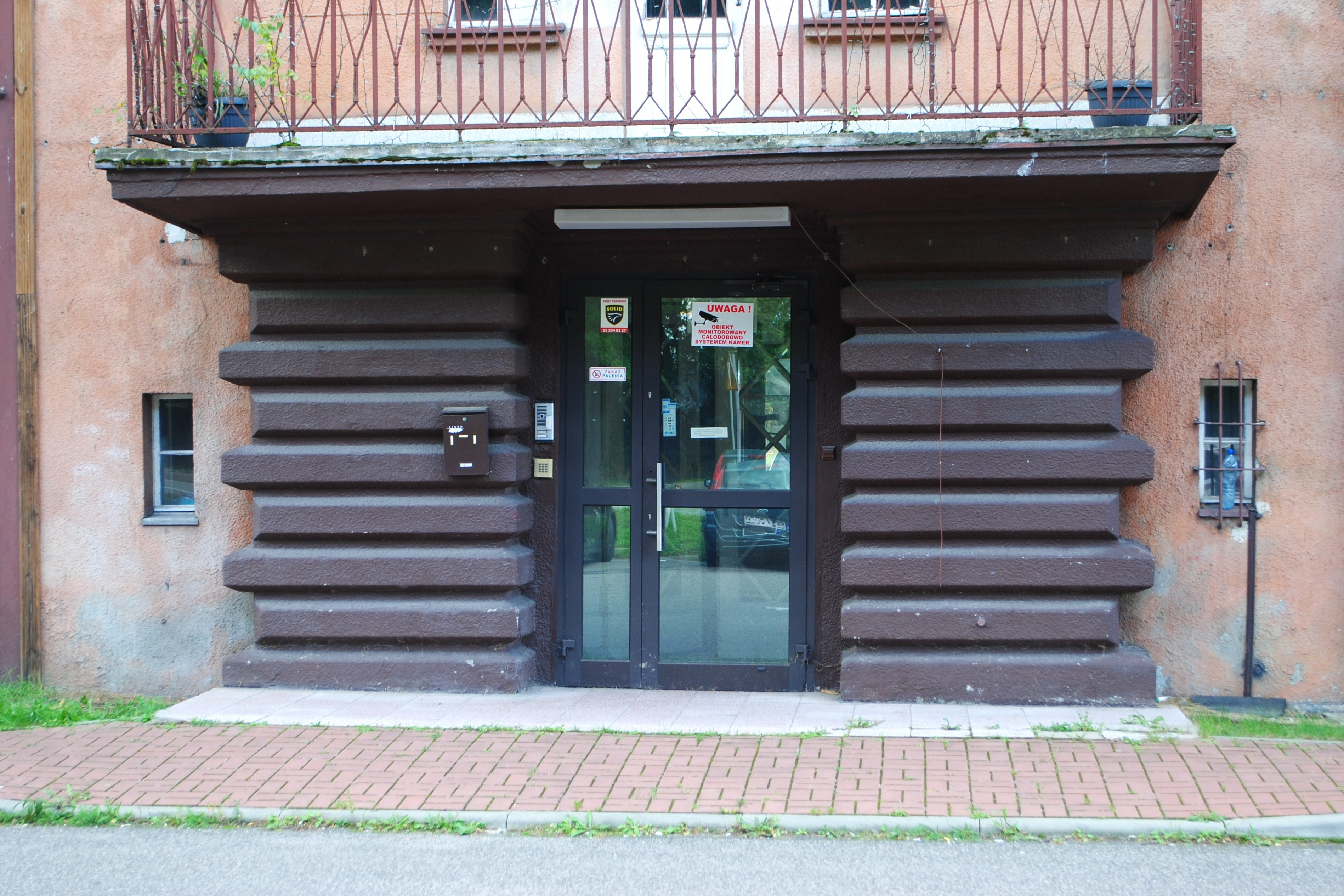
Drzwi frontowe z boniowaniami z tynkowanej cegły (2024)

Wewnętrzne ściany budynku są otynkowane, a w pomieszczeniach sanitarnych są one obłożone płytkami ceramicznymi. Podłogi na korytarzach i klatkach schodowych są oryginalne z lastriko w kolorze jasnoszarym z ramowymi ciemnoszarymi podziałami. W pomieszczeniach sanitarnych posadzki są wtórne obłożone płytkami ceramicznymi, w jednym zaś z pomieszczeń zachowały się oryginalne płytki.
Schody wewnętrzne w holu prowadzące z parteru na pierwsze piętro są żelbetowe, czterobiegowe z podestami i obłożone lastriko. Mają balustrady metalowe z kutych prętów i drewnianymi poręczami. Schody w holu z pierwszego na drugie piętro są jednobiegowe typu drabiniastego. Są one metalowe, z blaszanymi stopnicami.

### Budynek administracji aeroklubu

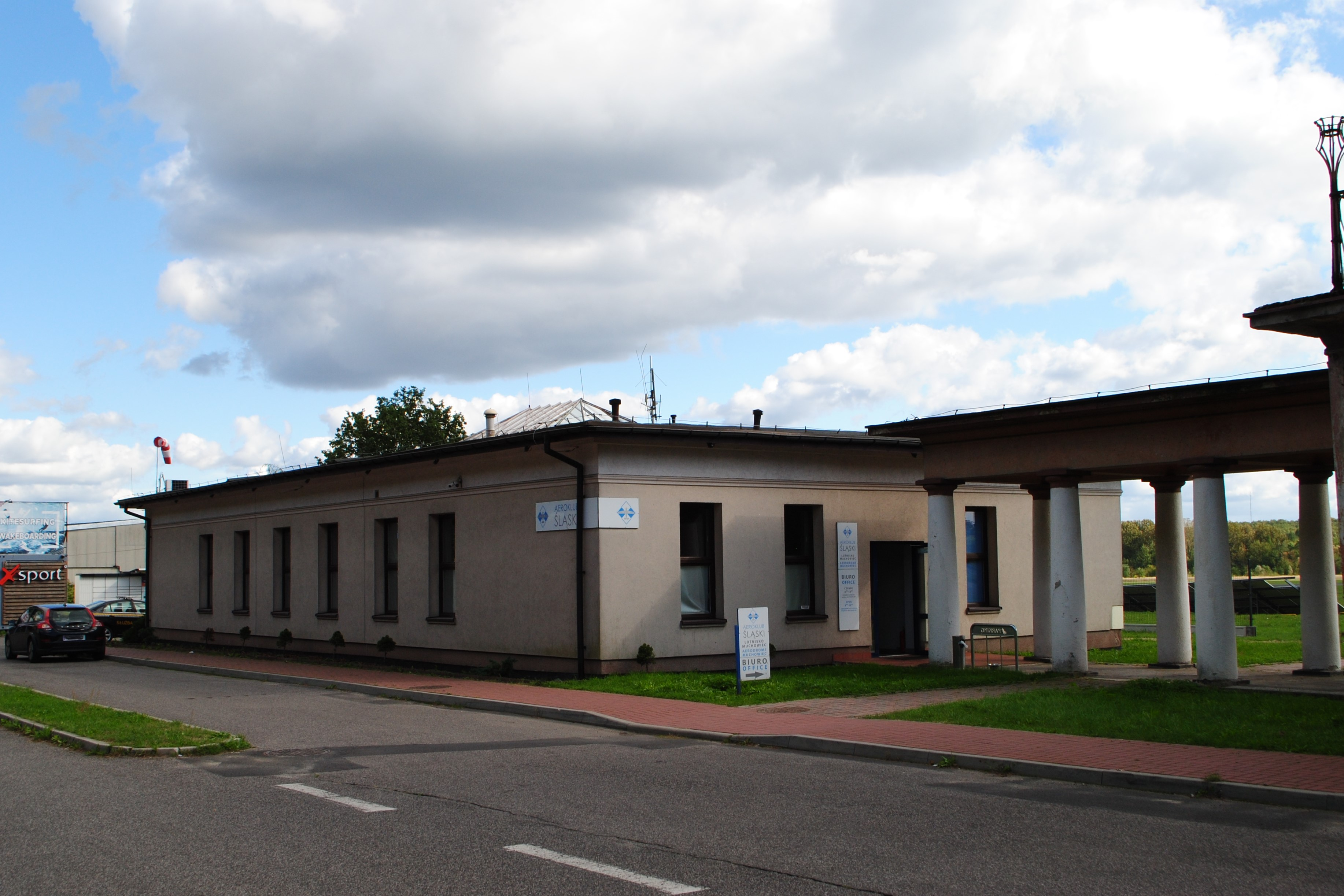
Budynek administracji Aeroklubu Śląskiego od strony ulicy (2024)

Budynek administracji Aeroklubu Śląskiego, dawniejszy pawilon obsługi pasażerów, mieści się w bocznym, wschodnim pawilonie. Jest on obiektem murowanym z cegły i otynkowanym. Detale na elewacji wschodniej w formie boniowania portalu i ściany wewnętrzne również są tynkowane. Budynek powstał na planie prostokąta z nieznacznie wystającym poza obrys ścian portalem wschodnim. Ma zwartą, jednokondygnacyjną bryłę krytą dachem czterospadowym z papy, na którym pośrodku znajduje się także czterospadowy świetlik. Świetlik ten ma ośmioboczne przeszklenia wypełnione kolorowymi szybami i został oparty na ramowej konstrukcji żelbetowej na wspornikach.
Elewacja północna oraz południowa budynku ma po sześć osi, z podziałami poziomymi w formie wtórnej listwy oraz gzymsu wieńczącego w formie płyty. Elewacja wschodnia i zachodnia jest kolejno cztero- i pięcioosiowa, z wejściami w trzeciej osi. We wschodniej elewacji wejście został oflankowane bonitowanymi słupami zwieńczonymi żelbetową płytą. Drzwi zewnętrzne w elewacji wschodniej są wtórne, zespolone, prostokątne, jednoskrzydłowe i przeszklone, zaś w elewacji zachodniej wtórne, zespolone, prostokątne, dwuskrzydłowe i przeszklone.
Wnętrza mają układ dwutraktowy, symetryczny, z ośmiobocznym holem pośrodku doświetlonym świetlikiem. Ściany wewnętrzne są tynkowane, a pomieszczenia sanitarne obłożono płytami ceramicznymi. Posadzki w budynku są wtórne na korytarzach, w holu i pomieszczeniach sanitarnych pokryte płytami gresowymi, w pomieszczeniach biurowych zaś wykładziną dywanową.

### Budynek restauracji

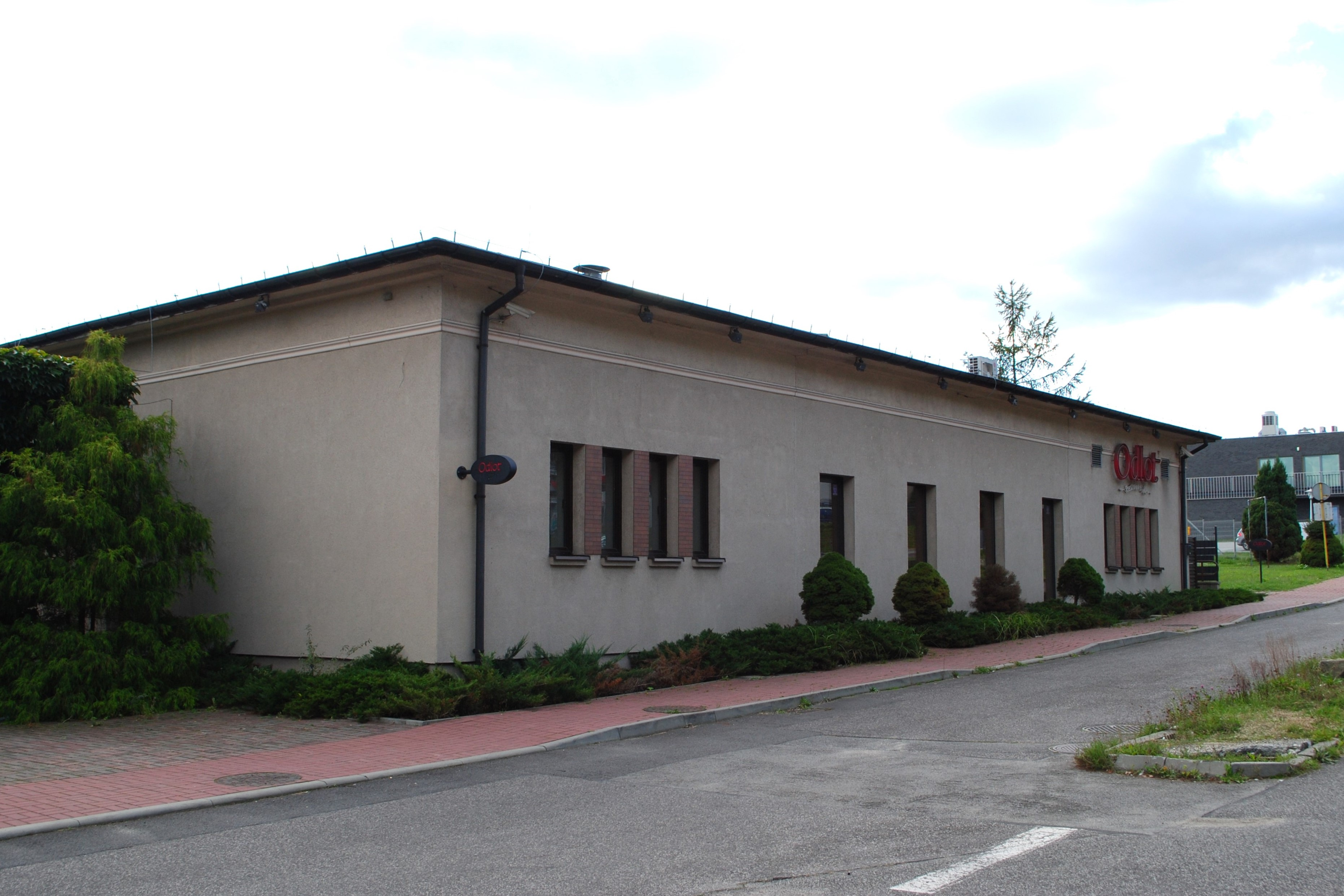
Pawilon restauracyjny lotniska widziany od strony ulicy Lotnisko (2024)

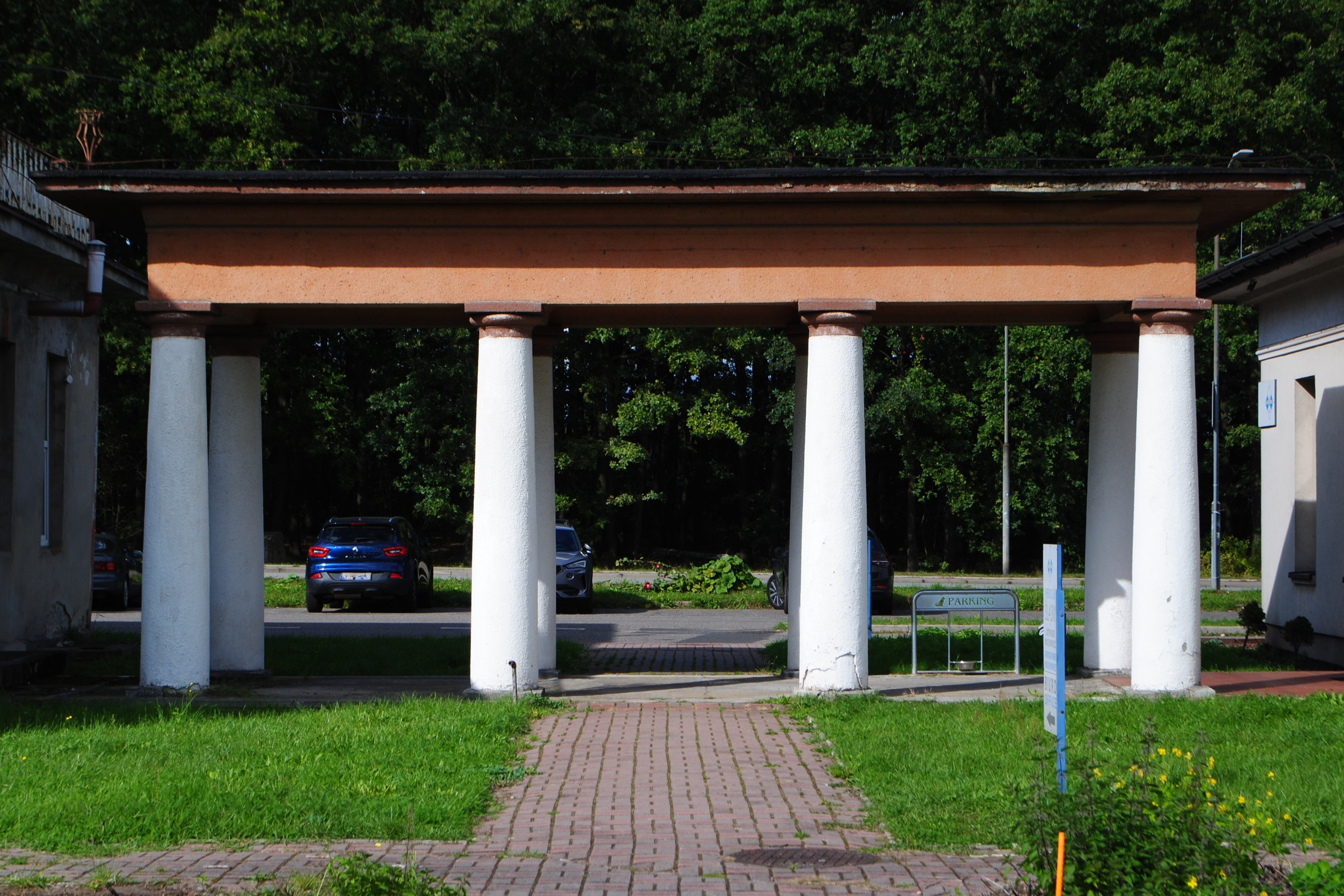
Wsch. kolumnada od strony płyty (2024)

W zachodnim pawilonie urządzono restaurację z salą konsumpcyjną o powierzchni 90 m², natomiast okna restauracji wychodzą na płytę lotniska, od strony którego znajduje się obszerny taras. W tym samym pawilonie od strony północnej znajdowały się pierwotnie magazyny Ligi Obrony Powietrznej i Przeciwgazowej. Budynek restauracji jest gmachem wybudowanym, z cegły i otynkowanym. Detale w elewacji wschodniej w formie boniowania portalu oraz ściany wewnętrzne są tynkowane. 
Budynek zbudowany został na planie prostokąta z dobudówką od południa. Ma zwartą bryłę, krytą płaskim dachem czterospadowym, a dobudówka dachem pulpitowym.
Elewacja północna jest dwunastoosiowa, a w osiach od piątej do ósmej znajdują się portfenetry. Południowa elewacja ma cztery osie i składa się z dwóch części: otynkowanego budynku pierwotnego i ceglanej dobudówki, podobnie jak elewacja zachodnia, która jest pięcioosiowa. 
Budynek posiada cztery drzwi zewnętrzne – wszystkie wtórne. Na elewacji południowej leżą one w drugiej i czwartej osi – są to drzwi zespolone, prostokątne, przeszklone i z nadświetlami. Drzwi na elewacji zachodniej i wschodniej są zespolone, prostokątne i jednoskrzydłowe.
Układ wnętrz budynku jest dwutraktowy, w części kuchennej przebudowany, natomiast dobudówka jednotraktowa. Posadzki są wtórne, kryte płytkami gresowymi i ceramicznymi, a pomieszczenia sanitarne obłożono płytkami ceramicznymi.

### Kolumnady
Symetryczne parterowe skrzydła zespołu zabudowy zostały połączone z głównym budynkiem wolnostojącymi kolumnadami osłaniającymi przejścia. Kolumnady współcześnie stanowią osobne budowle.
Złożone są one z dwóch rzędów kolumn toskańskich. Kolumny te umieszczone są na płaskich plintach, a na nich wspiera się proste żelbetowe belkowanie. Podniebienie belkowania składa się z trzech kwadratowych płyt z uproszczoną dekoracją w formie wgłębnej kwadratowej płyciny z wgłębnym rombem umieszczonym symetrycznie. Całość kolumnady przykryta jest dachem kopertowym krytym papą.

## Pomniki i tablice pamiątkowe
- Głaz z tablicą ku czci lotników francuskich (przy budynku lotniska)[30],
- Tablica poświęcona Ojcu Świętemu Janowi Pawłowi II, który w dniu 20 kwietnia 1983 roku spotkał się z wiernymi na lotnisku (na elewacji budynku lotniska Katowice-Muchowiec)[30],
- Tablica upamiętniająca polskich lotników, odsłonięta w 60. rocznicę triumfu polskich skrzydeł w locie okrężnym Warszawa – Paryż – Casablanca – Algier – Tunis – Rzym – Wiedeń – Katowice – Warszawa (na elewacji budynku lotniska Katowice-Muchowiec)[30].

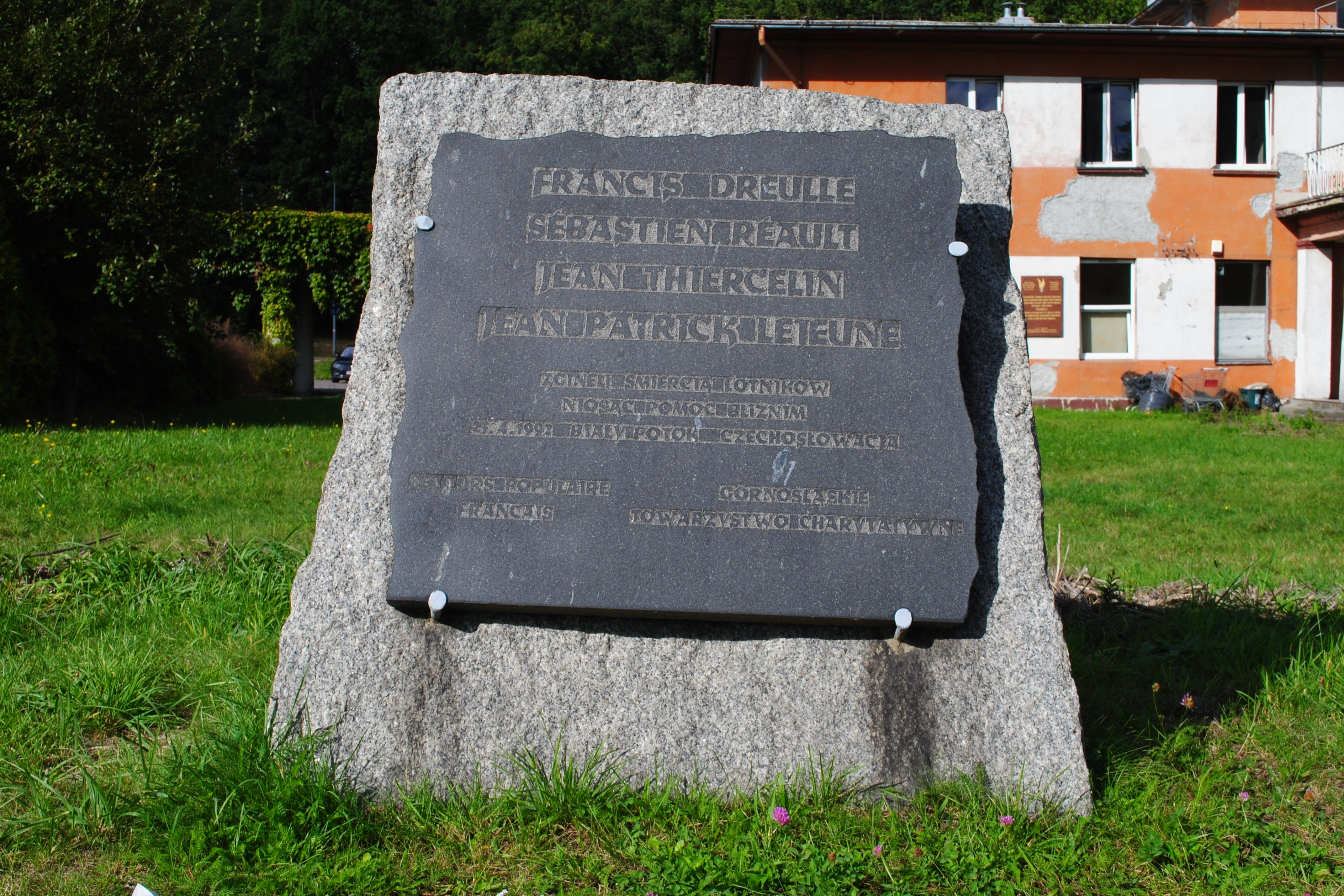
Głaz z tablicą ku czci lotników francuskich za głównym budynkiem lotniska (2024)
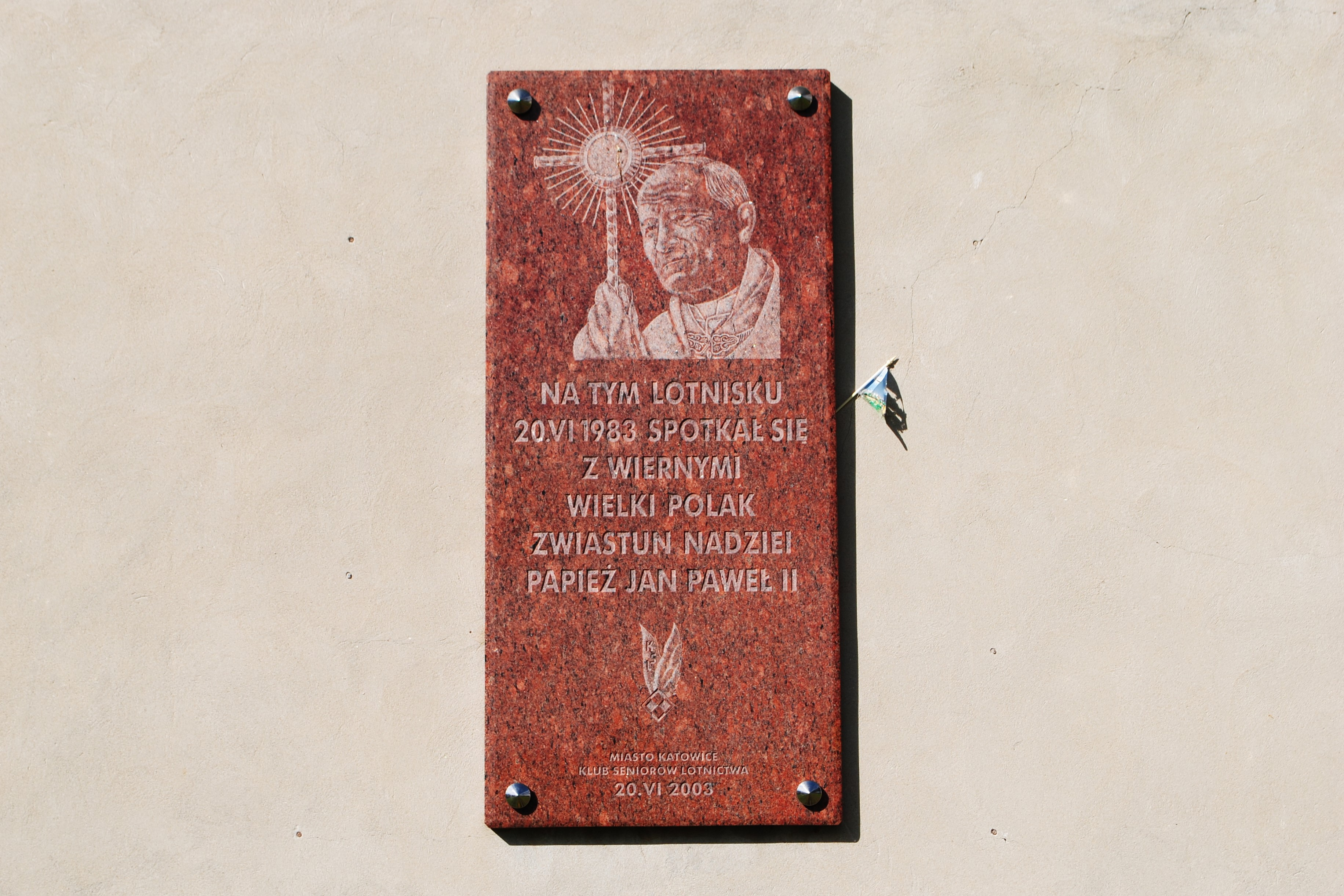
Tablica poświęcona papieżowi Janowi Pawłowi II (2024)
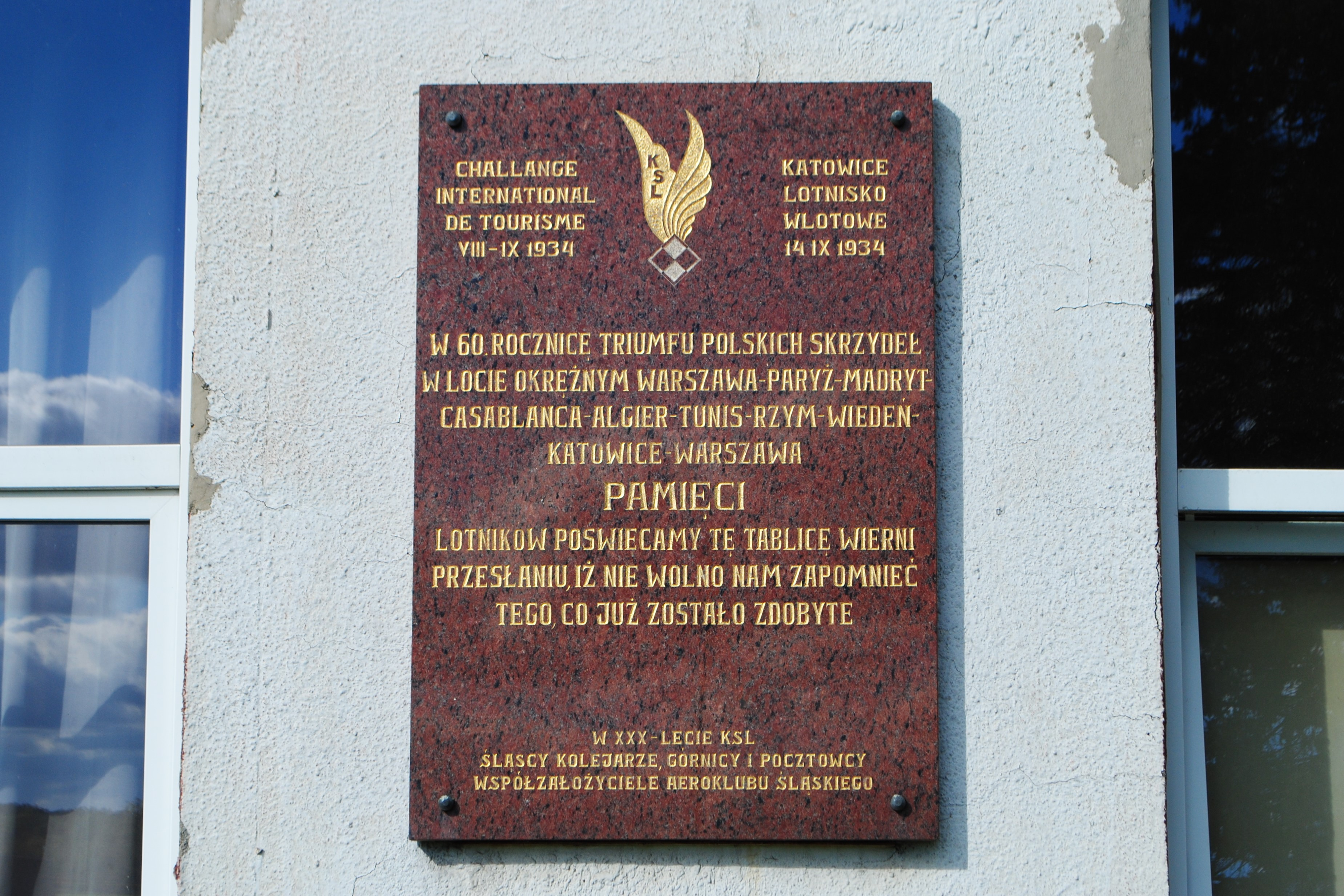
Tablica upamiętniająca polskich lotników, odsłonięta w 60. rocznicę triumfu polskich skrzydeł w locie okrężnym (2024)